# Josep Gudiol i Cunill
Josep Gudiol i Cunill (Vic, Osona, 26 de desembre, 1872 - Vic, Osona, 10 d'abril, 1931) fou un sacerdot, arqueòleg i historiador de l'art català. També va ser conservador del Museu Episcopal de Vic des de l'any 1898 fins al dia de la seva mort. Entre les moltes obres que va escriure s'hi troben Les nocions d'arqueologia sagrada catalana (1902) o bé Els Trescentistes (1924). Eduard Junyent i Subirà va ser el successor de Gudiol, com a conservador del Museu, un cop aquest va traspassar.

## Biografia
Josep Gudiol i Cunill va néixer a Vic el dia 26 de desembre de l'any 1872 i en el si d'una família més o menys benestant. Gudiol no va continuar amb el negoci familiar i l'any 1885, després de tres cursos d'ensenyament secundari a l'escola vigatana de Sant Miquel, va decidir inscriure's al seminari i començar, així, la seva carrera eclesiàstica. Durant aquest període de joventut, ens trobem enfront un Gudiol força actiu en referència als temes culturals, ja que va participar en el Cercle Literari i a la Colla Ausa de Vic. En aquestes associacions, a més de realitzar reunions de caràcter intel·lectual o dinamitzar la vida cultural de la ciutat, hi participaren personatges com Josep Serra i Campdelacreu o l'historiador Luis B. Nadal. No hi ha cap dubte que aquests vigatans il·lustres van ser uns certs referents per un jove Gudiol i, també, els responsables de relacionar-lo, d'una manera o altra, amb l'art català. Pel que fa a les figures eclesiàstiques, hem de fer esment a Jaume Balmes, el canonge Jaume Collell o mossèn Jacint Verdaguer els quals, des del mateix seminari, van influenciar i encoratjar el jove estudiant en qüestions de patrimoni cultural i identitat nacional. I és que en aquests moments, la Renaixença havia arrelat amb prou força a Vic i les figures esmentades, a més del mateix Gudiol, combinaren les seves actituds d'afecte al saber i al passat amb un fort nacionalisme molt propi dels ambients intel·lectuals vigatans. Per a entendre plenament aquest context, assenyalem que en aquests mateixos anys s'estava duent a terme la restauració al conjunt de Monestir de Santa Maria de Ripoll.
Entenent l'existència d'aquest context cultural a la ciutat de Vic, hem de fer esment que el Círcol Literari va crear una mena de museu d'antiguitats on hi tenien cabuda obres d'art medieval força importants. Un altre aspecte fou l'exposició d'Art i Arqueologia de l'any 1868, impulsada pel canonge Jaume Collell, amb el suport del Círcol Literari, situada als claustres de l'antic convent de Sant Domènec. Uns anys més tard, l'any 1882 es va descobrir el temple romà. També cal exposar que d'aquesta descoberta en va néixer el Museu Lapidari, ric en peces arqueològiques. Mitjançant l'impuls d'aquestes mostres històriques i artístiques de la mateixa ciutat, es començà a teixir una nova sensibilitat envers el públic en la que es volia fer entendre que l'art medieval i religiós d'aquell territori era summament important i, àdhuc, calia valorar-lo com es mereixia.

### Gudiol al Museu Episcopal de Vic

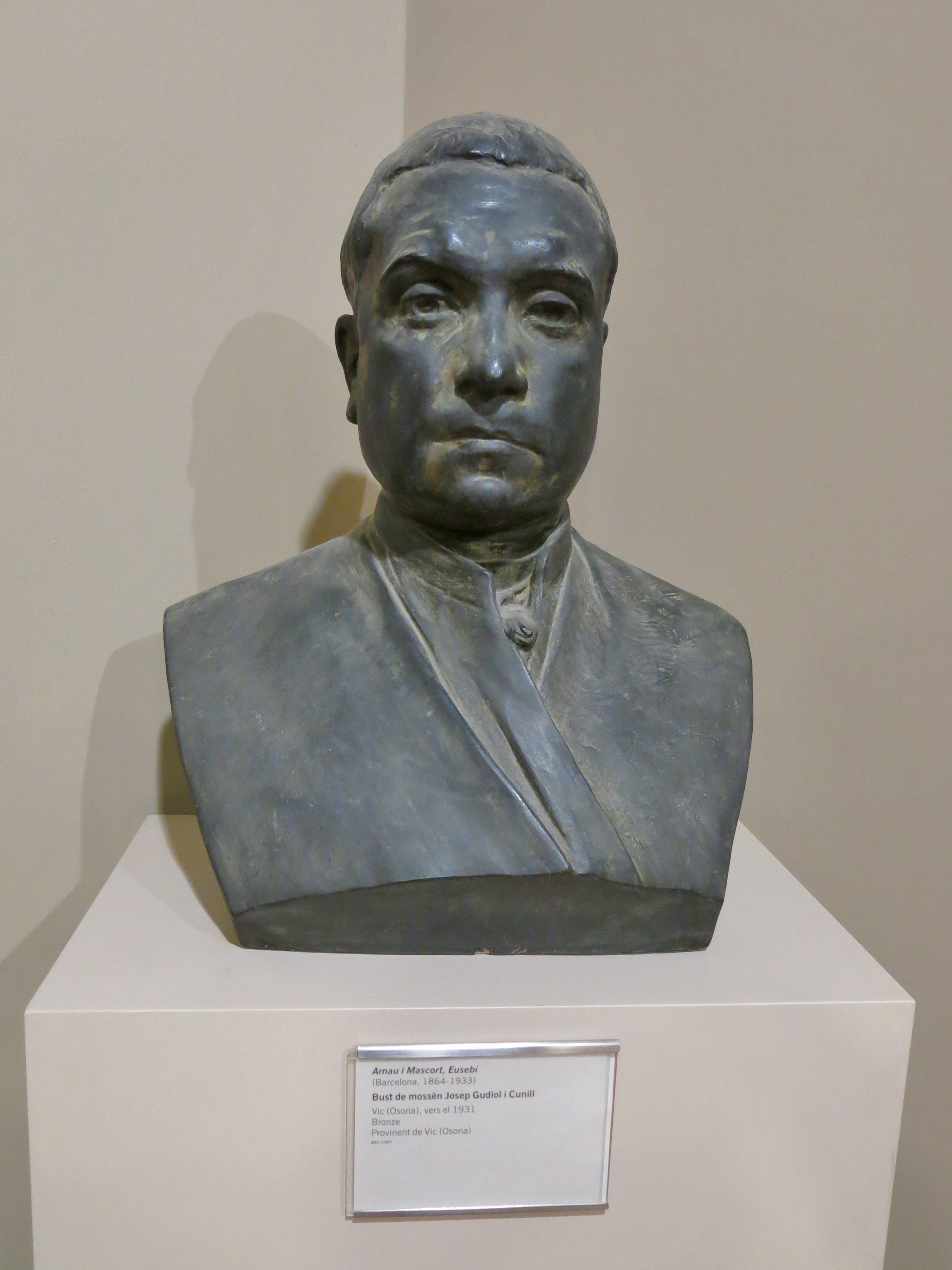
Bust de Josep Gudiol, d'Eusebi Arnau, al Museu Episcopal de Vic

En aquest context cultural, es va engendrar el primitiu Museu Artístic, Arqueològic i Episcopal de Vic, anomenat actualment Museu Episcopal de Vic i en el qual va participar-hi, des dels inicis, el jove Gudiol. Un fet important que ajudà a concebre el Museu, va ser l'arribada del bisbe Josep Morgades i Gili al Bisbat de Vic, l'any 1882. Aquest va ser un dels màxims impulsors en referència a la creació del Museu en qüestió, el qual va obrir al públic el dia 7 de juliol de l'any 1891. És important tenir en compte que, uns anys abans d'aquesta fita, el 1888, s'havia dut a terme l'Exposició Universal de Barcelona. Per aquest motiu, el bisbe Morgades va llegar obres romàniques i gòtiques de la seva diòcesi, amb la voluntat que es poguessin mostrar i exhibir públicament en l'Exposició de la ciutat comtal. Així, les obres que van formar aquella mostra expositiva, les col·leccions emparades pel Cercle Literari i les que van conformar l'exposició de l'any 1868 endegada per Collell, van ser, sense cap mena de dubte, el germen o el nucli inicial del cèlebre Museu vigatà.
A propòsit de la participació de Gudiol a l'incipient Museu, encara com a estudiant en el seminari, no només va ser present a la inauguració oficial del Museu sinó que va participar en la seva preparació, catalogació, muntatge i instal·lació, com a seminarista. A partir de la inauguració del Museu vigatà, la vida de Gudiol es va desenvolupar a redós dels murs i les obres artístiques custodiades en l'edifici el qual no va abandonar fins al dia de la seva mort, el 10 d'abril de 1931. Una de les primeres tasques remarcables que el jove seminarista va dur a terme fou la de redactar el catàleg, publicat en dos fascicles, els anys 1893 i 1896. Entre tot això, el bisbe Morgades va creure necessari enviar a Josep Gudiol i a dos companys seminaristes d'aquest, Pere Bofill i Josep M. Baranera, a Roma per tal d'acomplir un viatge d'estudis. El període fou curt, del 17 d'abril al 3 de juliol de l'any 1894 però, alhora, fructífer i important pel seminarista vigatà. Durant la seva estada a la ciutat esmentada, Gudiol es va poder fixar en les excavacions d'antiguitats i llurs protocols, la manera d'afrontar la museografia en els cercles vaticans, va poder tenir un contacte força punyent amb l'arqueologia cristiana, devia estar a prop d'obres artístiques valorades i conèixer els seus processos de conservació, entre d'altres. Així doncs, aquells mesos van ser d'allò més productius, ja que Gudiol va tornar del viatge amb una praxi d'enfrontar-se als objectes d'estudi força metodològica, rigorosa i que, d'alguna manera, volia assentar les bases d'una arqueologia científica :
| «                                     | Tornà a Vic convençut del camí que li calia emprendre (…) s'introduí en els arxius a fi de percaçar les notícies que poguessin documentar-les; es lliurà a l'estudi analític per a fer ressorgir la vida que testimoniejaven i s'immergí en la bibliografia per establir relacions mútues, confrontacions o paral·lelismes." | » |
| — Eduard Junyent i Subirà (1901-1978) | |   |

Un dels trets que defineixen la idiosincràsia de Gudiol és la seva condició, gairebé natural, d'autodidacta. Sí que és ben cert que havia absorbit alguns coneixements transcendents a Roma però, un cop estarà situat al Museu vigatà, ell sol alimentà el mètode científic amb el qual creu, escrutant-lo, qüestionant-lo i explorant-lo fins a límits forca avançats, tenint en compte la conjuntura vuitcentista. És Gudiol el qui, d'aquesta manera, posa les bases d'una nova escola que renega de les premisses no contrastades, del subjectivisme i del lirisme narratiu per a apropar-se a un objecte d'estudi qualsevol de l'àmbit artístic, històric o arqueològic però d'una manera més racional, rigorosa i científica.
L'any 1896 és un any rellevant per a la vida professional de Gudiol puix que li ocorren dos fets significatius. Per una banda, concretament el dia 19 de setembre és ordenat sacerdot; per altra banda, és nomenat bibliotecari de la Biblioteca Episcopal pel bisbe Morgades i, fins i tot, conservador auxiliar del Museu de Vic. En aquells moments, el conservador principal de les obres museístiques no era altre que Antoni Espona el qual, per diversos motius, només es trobava a la ciutat de forma esporàdica. Així, hem d'entendre que quan Gudiol fou bibliotecari, no va perdre el contacte directe amb les obres i que la seva participació envers el Museu va ser molt activa puix que va tenir un paper rellevant en l'elecció i consolidació de la junta del Museu, a més de la seva empremta en la redacció dels estatuts. D'aquesta manera, dos esdeveniments decisius van ocórrer l'any 1898 i tingueren un pes molt important en la figura de Gudiol com a, diguem-ne, historiador de l'art. Ens referim al fet que fou designat conservador del Museu i que la càtedra d'arqueologia sagrada es va consolidar al seminari de Vic i ell passà a ser-ne el màxim responsable.

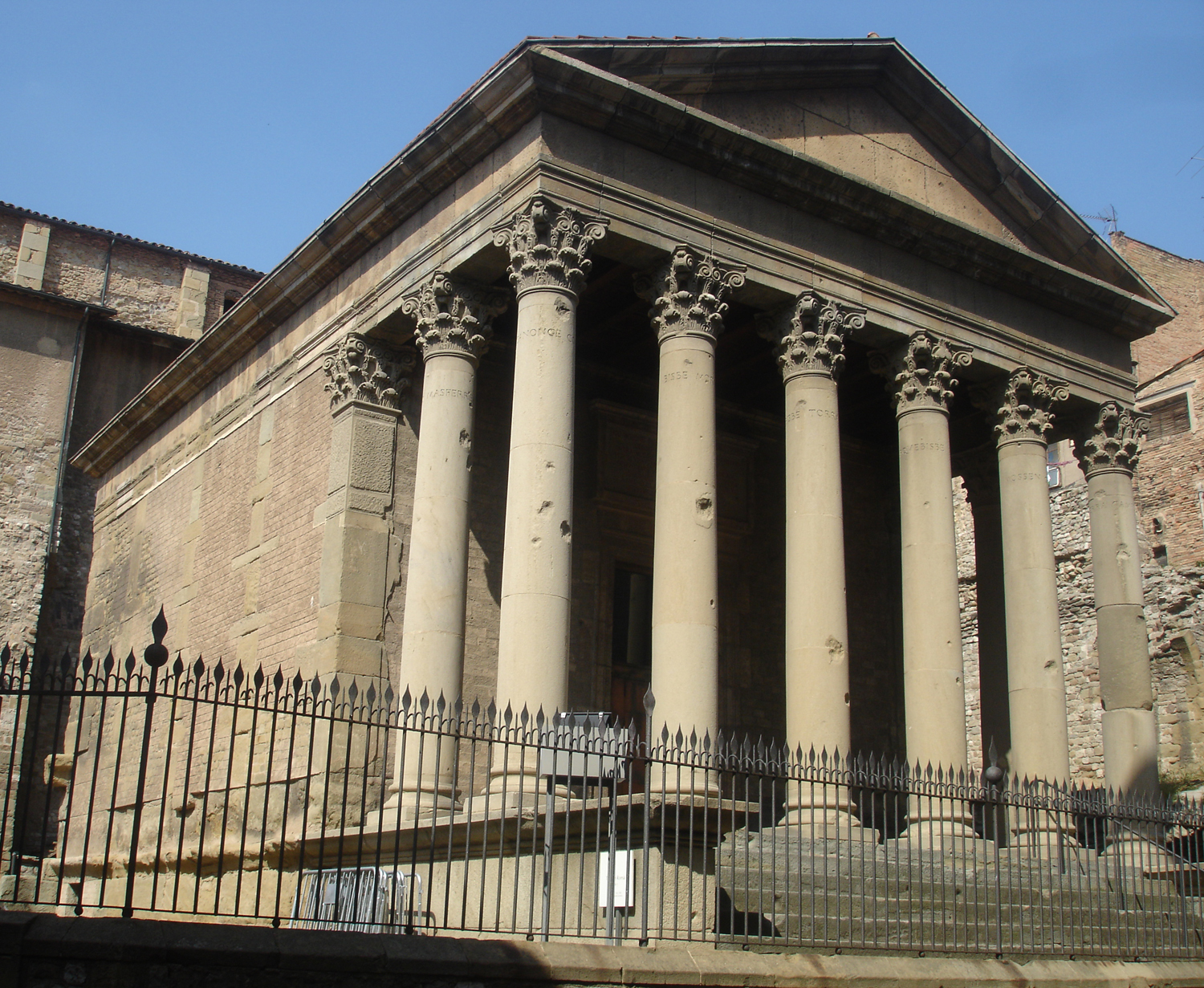
Temple romà de Vic

L'any 1901 i arran de la mort de Josep Serra i Campdelacreu, la Societat Arqueològica vigatana li proposà ésser el responsable de la conservació del temple romà i el Museu Lapidari annex, oferta que ell va acceptar. Aquesta feina, per tant, era combinada amb la de conservador del Museu en la qual va fer tasques diverses. Aquestes podien ser les redaccions de memòries anuals, empreses l'any 1895, i difoses mitjançant la premsa local; l'ampliació de les col·leccions museístiques però no només amb un afany de col·leccionista sinó més aviat amb un criteri de caràcter científic ben fonamentat; la valoració per l'art medieval i llurs obres; la consolidació del museu com un autèntic centre cultural i històric en referència a la investigació; entre d'altres.

### Altres feines, designacions i premis
Totes les tasques empreses i aquest mètode científic i raonat imperant en la persona de Gudiol, van ser, en bona part, els responsables que el conservador fos nomenat membre corresponent de les següents entitats culturals: l'Associació Artística Arqueològica Barcelonesa, l'any 1896; el Centre Excursionista de Catalunya, el 1896; la Société de Correspondance Hispanique de Burdeus, el 1898; i la Societat Arqueològica Lul·liana de Mallorca, el 1900. Així mateix, una de les seves obres més importants, Nocions d'Arqueologia Sagrada Catalana publicada l'any 1902, va guanyar un accèssit al Concurs Martorell del mateix any, a la vegada que la Reial Acadèmia de Bones Lletres de Barcelona i la Société Française d'Archéologie van anomenar-lo acadèmic durant els següents anys. Pel que fa a l'Institut d'Estudis Catalans, l'entitat científica amb més pes dins el marc català, no va integrar-lo, com a membre corresponent, a la Secció Històrico-Arqueològica, fins a l'any 1922.
L'any 1907, Gudiol va participar en l'expedició històrico-arqueològica de l'Institut d'Estudis Catalans a la Vall d'Aran i la Ribagorça organitzada per l'Institut d'Estudis Catalans. Aquesta expedició excursionista es va centrar en les àrees pirinenques de la Vall d'Aran i l'Alta Ribagorça. El conservador del Museu de Vic va cooperar en la missió, contractat per l'entitat científica catalana, al costat de Josep Puig i Cadafalch, Guillem M. de Brocà, Adolf Mas i Josep Goday. Cal dir que durant el transcurs d'aquesta missió, Gudiol anotava les descobertes i les notícies rellevants en una mena de llibreta. Encara que sigui un manuscrit personal, ha resultat ésser el text principal de l'expedició. Aquesta no va ser l'única tasca que Gudiol va fer per l'Institut, sinó que un any més tard, el juliol del 1908, se li va confiar la missió d'anar a Saragossa i València a visitar unes expedicions d'art per tal de comprovar l'existència de possibles objectes d'art català. Cal dir que Gudiol va ser el reposable de la missió i el que va realitzar una memòria publicada l'any 1909 a l'Anuari de l'Institut. Més tard, l'any 1912, el conservador del Museu va realitzar un segon viatge a Roma com a pensionat i investigador. Entre tot això, Gudiol continuava duent a terme tasques de tota mena relacionades amb la història de l'art. Així en podem destacar la realització d'un catàleg de vidres de la col·lecció d'Antoni Amatller, l'organització del Centre Excursionista de Vic juntament amb una revista que recollia les novetats del terreny investigador, la participació i, de vegades, el campionat, a algunes edicions dels Jocs Florals barcelonins, entre d'altres. Igualment l'any 1916 l'Institut d'Estudis Catalans va convocar un premi sobre el millor museu que Gudiol va aconseguir gràcies a la redacció d'una monografia, històrico-descriptiva, del Museu Episcopal de Vic.
Totes aquestes fites, van ajudar a Gudiol a aconseguir prestigi i la Reial Acadèmia de la Història de Madrid el va nomenar membre corresponent l'any 1917 mentre que la Reial Acadèmia de Belles Arts de San Fernando de Madrid va designar-lo acadèmic corresponent dos anys més tard. Cap al 1924 va continuar la redacció de l'obra Els Trescentistes, obra iniciada uns anys abans per Salvador Sanpere i Miquel. En l'obra es parla sobre la pintura gòtica i, concretament, es treballa l'escola de pintura medieval catalana. A més a més, es presenten una sèrie de monografies sobre pintors del període esmentat oblidats o poc estudiats i, tot això, es transmet amb un llenguatge científic, contrastat i rigorós que deixa al marge les apreciacions subjectives i de gust personal. Uns anys més tard, a partir del 1927, es van anar publicant en diferents anys els 3 volums sobre pintura romànica, Els primitius, obra que va guanyar el premi Martorell.
Cap als últims anys de la seva vida, mossèn Gudiol va continuar treballant amb la mateixa fermesa i convicció que havia fet els anys precedents però la malaltia de Parkinson, diagnosticada el 1917, va complicar-li l'escriptura. Aleshores fou quan va començar a dictar els resultats de les seves investigacions a mesura que la parla restava cada cop més deturada. La memòria, però, es mantenia jove i intacte en un cos que s'anava consumint. En aquests moments últims, va arribar una gran commemoració des de l'estranger, això és, esdevenir doctor honoris causa per la Universitat de Bonn, l'any 1927. També va ser reconegut a Alemanya i França. Dos anys més tard, va ocupar el lloc de la presidència en els Jocs Florals amb la voluntat, pels organitzadors, d'oferir-li una lloança i, alhora, retre-li homenatge per la seva tasca cultural. Finalment, Josep Gudiol i Cunill va morir a la seva ciutat natal el dia 10 d'abril de l'any 1931, essent reconegut i admirat per tothom.

## Gudiol com a museòleg
A partir de 1890, ens trobem enfront un Gudiol que es forma com a museòleg i aprèn les tasques professionals al mateix temps que s'està definint el projecte polític i museològic del Museu, el qual obrí les portes el 1891. Les relacions que va teixir Gudiol amb el Museu, abans de ser-ne el conservador oficial, poden ésser les següents. Pel que fa al catàleg del mateix Museu, es va publicar amb dues entregues: la primera al juliol del 1893 i amb un total de 174 pàgines; i, la segona el 1896 la qual constava d'unes 578 pàgines en les quals es registraven unes 3000 peces. Gudiol va participar en la confecció dels dos catàlegs acompanyats per altres seminaristes com Antoni d'Espona, J.Serra i Campdelacreu i Pere Bofill. Tanmateix, mentre es va dur a terme la redacció de la segona entrega, el Museu es continuava enriquint mitjançant una sèrie d'objectes i peces artístiques que ingressaven de forma contínua. Per tant, calia documentar tot aquell material nou, de manera que es van començar a dur a terme unes ressenyes o Memòries anuals, publicades a partir de l'any 1895. El responsable d'escriure aquests documents va ser Josep Gudiol el qual es va servir de La Veu de Montserrat per a fer les publicacions anuals comentades de les adquisicions del Museu. Igualment, la premsa local podia servir com a mitjà transmissor de les notícies succeïdes en el Museu encara que, La Veu de Montserrat va ser-ne l'òrgan oficial i el que publicava anualment les memòries. Més tard, i un any abans de ser nomenat conservador, Gudiol va participar activament en l'elaboració i redacció dels estatuts del Museu. A propòsit d'això, el viatge a Roma del 1894 també va ser molt important per la seva formació com a museòleg. A més a més, els anys previs a l'obertura del Museu i els primers anys de funcionament del mateix òrgan episcopal, van ser uns anys de molta feina, ja que calia realitzar el muntatge d'un espai expositiu i, per altra banda, les entrades d'obres artístiques al Museu van ser imparables. 

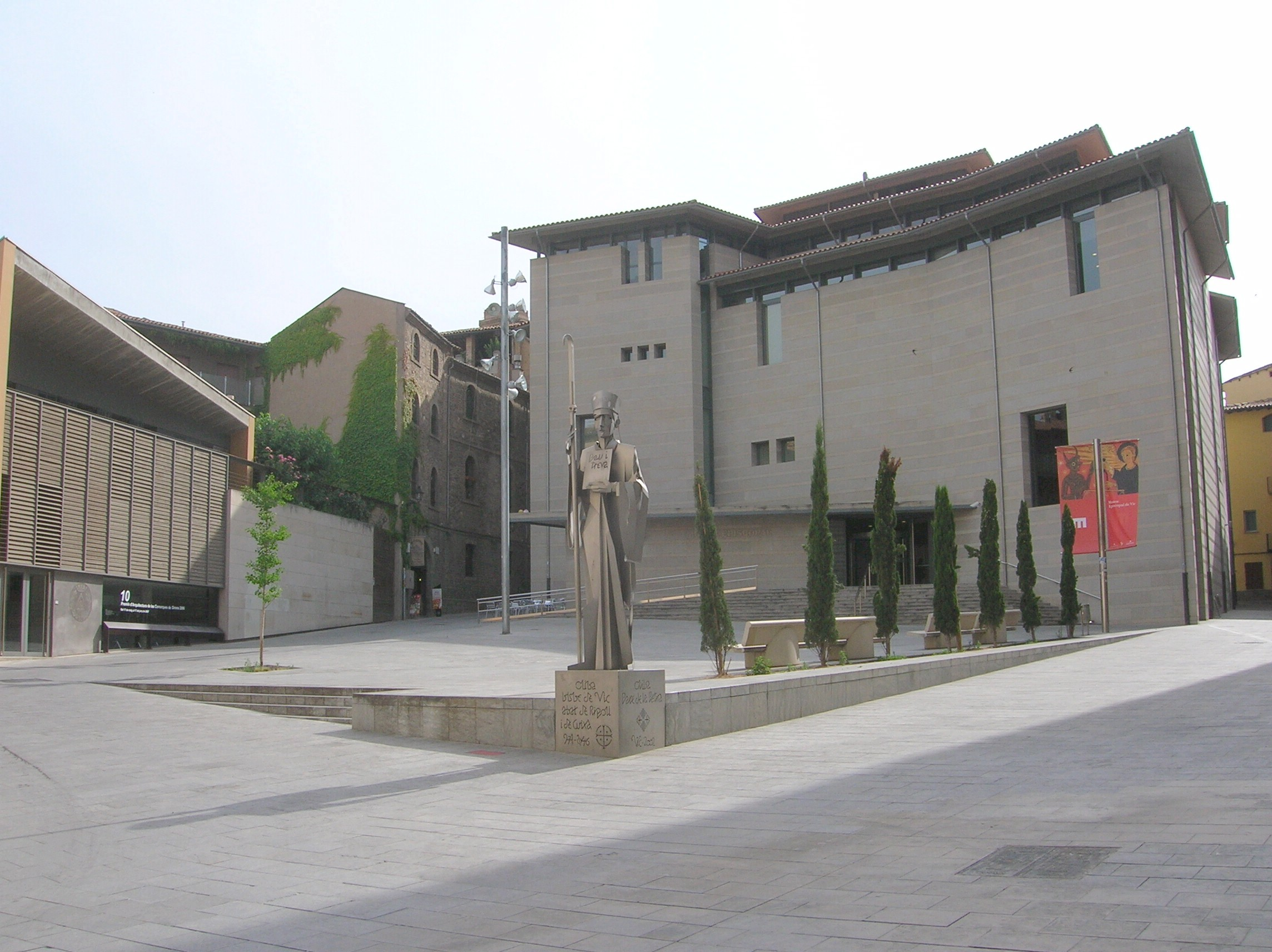
Edifici actual del Museu Episcopal de Vic

### Projecte museogràfic
L'edifici del Museu estava situat al costat de la Biblioteca Episcopal. Això és en unes sales a sobre els claustres catedralicis i en unes dependències superiors del Palau Episcopal. Les obres artístiques s'havien d'intentar col·locar i distribuir en aquests espais esmentats, però les adquisicions i entrades de materials van ser molt nombroses i no hi havia prou lloc per a exposar-ho tot. Malgrat que durant els anys posteriors a l'obertura oficial del Museu es van obrir sales noves per a encabir les obres artístiques, això no fou suficient per a pal·liar el problema espacial. Així, el Museu Lapidari annex, situat al recent restaurat temple romà, va esdevenir a partir de l'any 1893 una mena d'apèndix del Museu i en el qual s'hi traslladaren tot un seguit d'obres arqueològiques. Al voltant d'unes 200 obres es van traslladar al Museu Lapidari, sobretot, peces d'arquitectura i escultures. L'any 1901, Gudiol va ocupar-ne el càrrec de conservador.
Gudiol, com a conservador, es va ocupar de gestionar les sales de les col·leccions, de decidir quins objectes s'havien d'exposar, entre altres aspectes d'organització interna, espacial i museogràfica. Tanmateix es disposava d'unes limitacions i, encara que durant els anys posteriors a la inauguració del Museu es van obrir noves sales, l'espai era el que era i per a Gudiol continuava essent molt reduït. Mentre Gudiol era conservador, no es va dur a terme cap obra important de remodelació museogràfica, però el conservador va aprofitar els recursos existents i va tenir la perícia de saber col·locar les obres d'una manera correcta i adequada, cosa que va fer del Museu Episcopal de Vic un dels museus més important d'art medieval europeu.
A través de 14 sales, s'exposaven les col·leccions les quals ja s'havien fixat d'una manera molt definida entre els anys 1894 i 1895. Així, Gudiol no va dur a terme cap canvi significatiu en l'ordenació museogràfica de les col·leccions i les va mantenir, gairebé inalterables, fins al moment de la seva mort. I és que la manera d'organitzar les obres artístiques bevia de la primera entrega del catàleg de l'any 1893, és a dir de les primeres idees sobre com calia distribuir i col·locar tots els béns existents en l'inicial Museu. D'aquesta manera, Gudiol pretenia exposar les obres i els objectes artístics mitjançant el camp de les tècniques artístiques i els materials. Així els objectes i elements artístics s'organitzaven a partir de la sala de la indumentària, la pintura en tela, el vidre, la pintura gòtica, l'orfebreria, els brodats i teixits, els frontals romànics, l'escultura, el ferro forjat, els còdexs i l'arqueologia. No es tractava d'un discurs museogràfic basat en l'evolució històrica i cronològica sinó, més aviat, s'apostava per un discurs expositiu de col·leccions temàtiques.

### Projecte museològic i tasques com a conservador
L'objectiu primer del museu i, també, del mateix Gudiol en el moment que fou designat conservador, no era altre que incrementar i ampliar les col·leccions. Aquesta idea havia estat endegada pel bisbe Morgades i ell, que se sentia el continuador de llurs valors, volia continuar amb aquesta tendència. A més, això s'havia de fer tenint en compte el seu marc cronològic, estilístic i litúrgic. Es configurava, d'aquesta manera, un mètode d'estudi científic que havia d'ajudar a organitzar les col·leccions museístiques. Els procediments i eines empleats per nodrir les col·leccions s'incloïen a l'obra de 1902 Nocions d'Arqueologia sagrada Catalana en la qual es posà per escrit tot un projecte científic.En definitiva, el conservador del Museu va endegar un procés metòdic en el qual les obres eren seleccionades a partir de la seva importància i per tal d'especialitzar i fer més completa cada col·lecció:
| «                              | El projecte museològic era el d'anar construint unes col·leccions temàtiques, al màxim de completes i representatives, tant des del punt de vista estilístic com de l'evolució de la litúrgia." | » |
| — Josep Maria Trullén i Thomas | |   |

Les tasques que va dur a terme Gudiol en el museu com a conservador, a partir de l'any 1898, foren moltes però es podrien sintetitzar en dos grans grups. Per una banda, fou un autèntic compilador de materials i obres artístiques que havien de servir per enriquir i, alhora, formar el Museu. Per altra banda, va intentar que totes aquelles obres que ingressaven disposessin d'arxius, dades i documents que ajudessin a legitimar la procedència i el valor de l'obra en si. Així, el conservador va fer, mitjançant la seva autoritat episcopal, que les obres religioses que, per diversos motius, ja no eren peces de culte i que, per tant, no s'exposaven a les parròquies, anessin a parar al Museu. D'aquesta manera volia impedir que aquests materials artístics es perdessin o es malmetessin. En tot això, les expedicions realitzades al mateix territori les quals eren, gairebé, un treball de camp patrocinat pel Bisbat de Vic ajudaren força a consolidar i conservar obres de valor artístic. Tanmateix, l'escassetat econòmica era un factor a tenir en compte que dificultava l'adquisició d'algunes peces artístiques. Això, però, era saldat pels estalvis de Gudiol que podia rebre d'un llibre recentment publicat o bé, de donatius que li feien per dur a terme la seva feina. No només va fer una recopilació de les obres religioses del Bisbat sinó que, també, es va fixar amb les restes arqueològiques de civilitzacions antigues de la comarca d'Osona.
Pel que fa a la política d'adquisició d'obres, Gudiol tingué en compte aquelles que formaven part de la litúrgia, del territori català, i de la plana de Vic. Així doncs, l'objectiu museològic de Gudiol no era tant centrar-se en la definició d'un simple museu diocesà sinó, més aviat, fer un museu que es fixés en el territori, en l'art català. Aleshores, davant l'adquisició d'obres existien aquestes prioritats pel que fa a les obres: litúrgiques, catalanes i de la plana de Vic. D'alguna manera, el regionalisme vigatà, la Renaixença i els corrents d'identitat nacional que van emparar el context cultural de Vic durant el transcurs del s.XIX al XX, traspuen en el projecte museològic del Museu, en el mateix Gudiol i la seva labor com a conservador i, també, en el bisbe  Torras i Bages, consagrat com a tal l'any 1899. A part de les tasques empreses en referència als objectes, es fixà amb els arxius. D'aquesta manera, la seva tasca va començar treballant a partir dels arxius més propers, els de Vic. La praxi empresa per a enfrontar-se amb la documentació va marcar pautes en el sentit que va recopilar, ordenar, valorar i classificar tots els testimonis escrits per tal de saber més aspectes de les obres custodiades en el Museu però d'una forma científica, raonada. A més totes aquelles descripcions que va escriure, en referència a les obres, usaven una prosa clara, senzilla, gens romàntica i que cercava el fi de deixar constància de l'estat de la peça i els trets més representatius. També va publicar un seguit d'escrits documentals, monografies, i publicacions que dirigí als estudiosos, per tal d'obrir un tímid camí cap a la investigació. A més a més, fent això va ajudar a assentar les bases de la història de l'art del territori. D'aquesta manera, Gudiol defensava que les obres presentades en les col·leccions havien d'estar documentades o almenys en procés d'investigació. El conservador basava la seva manera de treballar a través de la bibliografia la qual havia de servir per revelar aspectes científics importants de les obres artístiques. Així, Gudiol va anar fent camí cap a la museologia científica catalana la qual també tenia en compte el terreny de la investigació i el de la divulgació científica.
Altres feines que duu a terme Gudiol va ser la de gestionar i documentar les col·leccions i els objectes artístics que les formaren. Alhora va controlar les entrades de les noves adquisicions mitjançant un llibre de registres que restà obert fins a l'inici de la Guerra civil espanyola. Igualment i gràcies a l'ajuda d'Adolf Mas, va dur a terme un seguit de fotografies, tant a les obres en si, a les col·leccions com a les instal·lacions museístiques, per tal de documentar visualment i deixar constància històrica de les mesures empreses. Resta comentar la redacció de les Memòries anuals empreses quan encara no era conservador, el 1985.

### Col·leccions

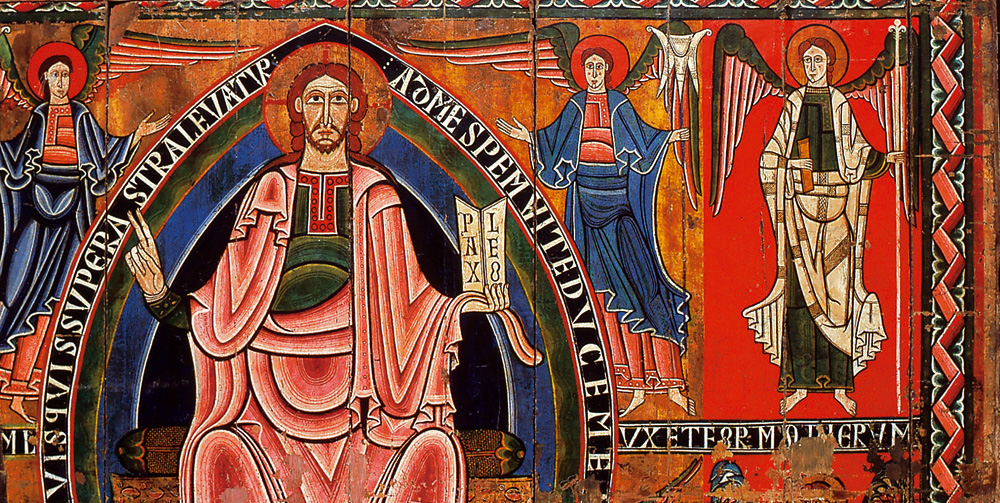
Baldaquí de Ribes, MEV nº inv. 3884

El Museu que Gudiol pensava no només era un museu d'objectes medievals i cristians, sinó que també, hi havia lloc per l'arqueologia i el món clàssic puix que també es podien cercar vestigis d'aquest període històric a la plana de Vic. A través del Centre Excursionista de Vic, es van iniciar algunes exploracions arqueològiques importants a la comarca osonenca i en les que, a més del mateix Gudiol, hi van participar Josep Gudiol i Ricart, nebot del conservador, i Eduard Junyent, conservador posterior a Gudiol en el Museu vigatà. Així doncs, els resultats d'aquestes exploracions van ajudar a nodrir els fons locals arqueològics del Museu a la vegada que, les restes arqueològiques mediterrànies també eren considerades bàsiques per les col·leccions del Museu, sobretot aquelles que feien referència als vestigis dels grecs i romans. A grans trets, els conjunts de ceràmica grega, etrusca, itàlica, la vaixella romana, els objectes procedents de les excavacions d'Empúries, les donacions que es van fer, entre altres van formar una bona part del fons arqueològic del Museu, alhora que, van ser valorats científicament amb tot el que això suposa. Cap a l'any 1920, es va obrir una sala monogràfica destinada a l'exhibició i conservació d'un seguit d'objectes arqueològics d'Osona, a conseqüència de l'afecte envers aquests objectes artístics pel mateix Gudiol. També, la relació amistosa que va mantenir el conservador amb Caterina Albert va ser molt profitosa pel Museu, ja que van entrar vestigis arqueològics procedents d'Empúries que la mateixa escriptora catalana enviava.
Pel que fa a la pintura, podem destacar-ne l'ingrés d'obres com el Baldaquí de Ribes, una la taula de Jesús davant Pilat de Pere Serra,les tres taules del retaule de Ferrerons, obra de Jaume Cirera i Bernat Despuig, els cinc compartiments del retaule de Sant Andreu de Gurb del pintor gòtic Lluís Borrassà, entre altres obres que es continuen custodiant al Museu. En aquest sentit, no ha d'estranyar la confecció d'obres com Els Primitius o els Trescentistes, pel mateix Gudiol, ja que el material per a treballar aquests camps era força extens, existia el desig de conèixer l'art medieval i, a més a més, es volia teixir i entendre l'evolució de la pintura medieval catalana. També, el fet de disposar d'obres de Ferrer Bassa, Bernat Martorell o bé Jaume Huguet ajuden a poder realitzar les investigacions pertinents. En aquesta línia s'ha d'exposar que algunes de les obres gòtiques conservades en el Museu no eren originàries ni provenien del territori del bisbat osonenc però, tot i així, es va aconseguir que formessin part de les col·leccions. Aquest aspecte, a més d'altres, feu del Museu un referent pel que respecte a art medieval, tant en l'àmbit nacional com europeu.
Pel que fa a la col·lecció d'escultura medieval, en època de Gudiol, no fou tan transcendent o nombrosa com la de pintura. Tanmateix, en destacava el Davallament d'Erill la Vall, fruit de la participació per Gudiol en l'expedició de l'any 1907, emparada per l'Institut d'Estudis Catalans i adquirida pel Museu l'any 1911 (es van custodiar 5 de les 7 peces que conformaven l'obra). També, el retaule d'alabastre realitzat per Bernat Saulet o, fins i tot, una Mare de Déu gòtica procedent de Boixadors.
En el Museu també va existir-hi una col·lecció força rellevant que feia referència a les arts decoratives i que, gràcies a donacions com les d'Antoni Amatller, Lluís Plandiura o bé Oleguer Junyent, havien pogut créixer i completar-se les col·leccions de ceràmica,
vidre i, àdhuc, mobiliari. Gudiol també es fixà en la metal·listeria i conservà, amb devoció, tot un seguit d'elements propis de l'orfebreria i del ferro forjat. En aquest sentit, en destaca una col·lecció d'encensers romànics, la més important a nivell català. Finalment, els teixits i la indumentària litúrgica van experimentar un creixement mentre Gudiol era conservador el qual va aprofitar les entrades dels nous materials per a documentar-los i realitzar-ne les investigacions pertinents.

## Gudiol com a historiador de l'art

### L'excursionisme
Gudiol va formar part d'un moviment científic català i cultural endegat a les acaballes de finals del segle xix, l'excursionisme. El conservador del Museu va realitzar un seguit d'expedicions, a part de les del 1907 i 1908 de l'Institut. La intenció primera de Gudiol no era tant la de realitzar excursions per practicar un esport o bé fer-ho servir com a via social o d'oci, sinó, més aviat, apostava per un excursionisme vinculat al catalanisme en el qual es volia conèixer el territori però des d'un punt de vista científic. L'excursionisme practicat per Gudiol havia de servir per conèixer monuments, descobrir-ne de nous i rescatar aquells que, arraconats o en desús, s'havien començat a malmetre. En definitiva, calia conèixer el territori, l'arqueologia i el patrimoni artístic. A més a més, era important tenir coneixença de tot això perquè Gudiol entenia que mitjançant l'estudi, anàlisi i comprensió dels vestigis materials i artístics del passat, hom podia conèixer els orígens de la nació. Gudiol entén doncs que l'excursionisme i l'arqueologia, que ell concep com un estudi del passat mitjançant monuments, s'han d'enllaçar per tal de cercar coneixement del passat de caràcter científic:
| «                                   | L'excursionisme, al proposar-se conèixer a Catalunya, no pot desperdiciar d'una manera tant racional y complerta d'investigació com és l'Arqueologia; no deu tirar a l'oblit una ciencia que de tal manera pot proporcionar-li adjutori." | » |
| — Josep Gudiol i Cunill (1872-1931) | |   |

Per a dur a terme tot això, Gudiol va participar en algunes excursions emparades pel grup excursionista de la Catalunya Vella i, més tard, va participar, a manera de promotor, en la formació del Centre Excursionista de Vic, concebut com a tal el 1911. El compromís amb el Centre Excursionista de Vic, per Gudiol, fou constant i s'hi va mantenir força lligat fins al punt que va ser-ne el primer president i el temple romà va ser la seu de l'entitat local. L'objectiu del grup i les premisses que es pretenen realitzar amb les excursions tenen a veure amb l'estudi i la coneixença de la comarca però, al mateix temps, calia conservar els monuments que s'anessin trobant. Gudiol va desenvolupar un autèntic treball de camp per la comarca osonenca i sempre emparat pel Bisbat de Vic. Mentre duia a terme aquestes tasques, documentava tot allò que trobava interessant, que es mereixia un valor artístic i, fins i tot, va aconseguir traslladar algunes obres al Museu. Paral·lelament, es va formar a partir de l'any 1917 l'anomenada Colla de Gurb vigatana, un altre centre excursionista de joves estudiants que pretenien conèixer, d'una forma científica, l'arqueologia de la comarca. S'ha d'apuntar que els llegats de les excavacions realitzades per aquesta associació van anar a parar al fons del Museu Episcopal de Vic. A partir de l'any 1920, la Colla de Gurb passà a formar part del Centre Excursionista de Vic com a Secció d'Exploracions del mateix centre. Així, el vessant de recerca arqueològica va patir un increment i es va dur a terme una bona feina.
Les activitats del Centre Excursionista de Vic van ser moltes i variades però, bàsicament, es van centrar en les investigacions arqueològiques i les activitats culturals i científiques. D'altra banda, el tema esportiu no va ser gaire present en les activitats però tot i això no es pot negar que van existir. Les excursions o els treballs de camp que es proposaven acostumaven a anar acompanyats d'unes conferències i, també, de les publicacions corresponents al Butlletí del Centre Excursionista de Vic. Gudiol va participar de forma activa en les excursions, les conferències i, evidentment, en la redacció de les publicacions. Al mateix temps, també es van preparar un seguit d'exposicions temporals a la vegada que s'exposava i es conservava de forma permanent les troballes arqueològiques al Museu Episcopal de Vic.

### Nocions d'arqueologia sagrada catalana

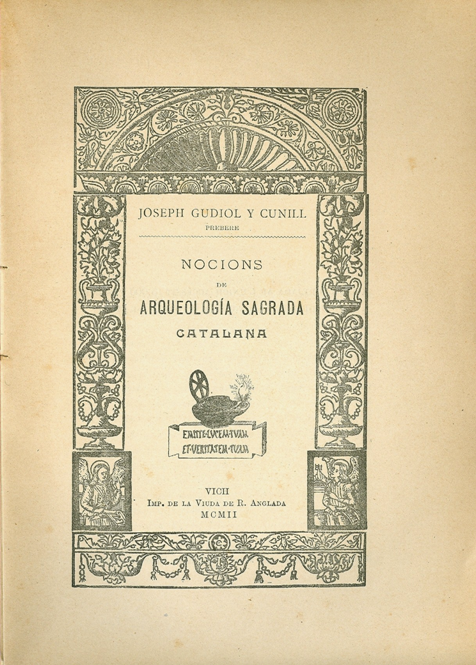
Nocions d'arqueologia sagrada catalana

L'any 1898 Gudiol va començar a impartir la docència des de càtedra d'arqueologia sagrada al seminari de Vic. Es tractava d'una assignatura d'història d'art català antic i cristià en la qual es pretenia instruir als seminaristes a més d'explicar-los-hi les perioditzacions artístiques. D'aquí va néixer una de les obres més importants de Gudiol, Nocions d'arqueologia sagrada catalana,que tenia com a objectius complementar les lliçons dels estudiants amb un suport escrit. L'obra publicada el 1902, que va rebre l'accèssit del premi Martorell del mateix any, defineix plenament un Gudiol entès com a professional de la historiografia artística catalana perquè al llibre elabora les pautes per construir una ciència arqueològica accentuada per la represa de caràcter religiós que es vivia en aquells moments a Catalunya. D'alguna manera, la religió i la ciència, a més d'un fort sentiment nacionalista, es van donar la mà per tal de revelar aspectes molt importants de l'art d'un territori.
L'obra de Gudiol s'emmiralla en les recerques científiques realitzades a França i Itàlia a la vegada que no treballa gaire els fruits de les investigacions realitzades a l'estat espanyol. No es pot oblidar que tot això s'està construint en un marc fortament nacionalista, així que l'única obra espanyola que se cita no és altra que l'España Sagrada de Enrique Flórez. Tot i així, Nocions d'Arqueologia sagrada catalana és important perquè es posen les bases metòdiques per conèixer i construir l'art antic o cristià antic català. A la vegada es volia estudiar plenament l'art medieval el qual es considerava molt important per la nació:
| «                       | Josep Gudiol creia fermament que, durant l'Edat Mitjana, Catalunya havia produït un art original i diferent del de la resta de la península Ibèrica; considerant així mateix que l'estudi d'aquest art havia de contribuir, no sols a la coneixença del país, sinó, a més, a una presa de consciència nacional." | » |
| — Xavier Barral i Altet | |   |

Gudiol deixa molt clar en les pàgines de l'obra que, per a ell, l'arqueologia és una ciència, és a dir, una via d'apropar-nos al coneixement i a l'estudi de les antiguitats mitjançant monuments. L'escriptor entenia que aquests monuments es podien estudiar i perioditzar emparant-nos amb un marc cronològic i no pas temàtic. Així, a través de set grans grups, Gudiol va intentar fixar els períodes artístics que serien el protohistòric, les antiguitats gregues, les romanes, les llatines-visigòtiques, les romàniques, les gòtiques, i les del Renaixement (que arribaven fins a l'inici del segle XIX). Per tant, en l'obra no es parla només de l'art cristià sinó que es vol fer entendre que per conèixer aquest últim cal conèixer, estudiar i documentar tot allò que el va precedir i, també, influenciar. Per a apropar-se a tot això i proclamar continguts sobre l'art, Gudiol treballava estudiant les obres i objectes custodiats al Museu però també es fixava en la bibliografia i consultava obres com la Histoire du Languedoc, la Marca Hispánica o bé reculls d'epigrafia elaborats per professionals, com ara Emil Hübner. Igualment, en parlar d'obres concretes les intentava documentar i cercar-ne el fil bibliogràfic. Resta comentar que en Nocions d'arqueologia sagrada catalana es va treballar, profundament l'art medieval i es va perioditzar, al mateix temps que es va parlar dels trets arquitectònics emprats en cada període. Seguint el mateix fil, es fa esment a l'escultura, la indumentària i, àdhuc, la pintura. Per a presentar tot això, s'usa el mètode comparatiu justificat amb documents històrics o bé s'ajuda amb ciències com l'epigrafia o la diplomàtica. Així, Gudiol va anar teixint un discurs científic que encara costa de superar, sobretot pel que fa a l'apartat d'arts sumptuàries (mobiliari i indumentària).
Finalment, en l'apèndix de l'obra de Gudiol és on es mostra el caràcter més didàctic del text, ja que s'exposen nocions sobre la conservació i la restauració de monuments. En realitat són un seguit de consells pràctics i mesures que cal que els futurs capellans coneguin per tal de tenir cura i poder fer-se responsables d'objectes artístics i de la mateixa arquitectura. Això va suposar una novetat i una iniciativa molt personal per Gudiol. Les qüestions referents a la conservació no només se centren en els objectes artístics del tipus que siguin sinó, també, en la documentació, els arxius i les biblioteques.

### Els Trescentistes
A part de Les Nocions d'Arqueologia sagrada catalana, Gudiol va escriure molts articles, monografies, informes de caràcter científic així com les memòries anuals del Museu i altres documents. No obstant això, Els Trescentistes, 1924, és una de les seves obres més rellevants. Això és així pels següents motius. Primer, perquè es tracta d'una gran obra en tres volums i en la qual es treballa aspectes molt importants de l'art gòtic català que, fins a aquell moment, no havien estat prou codificats. El fet que fos una obra continuada per Gudiol, ja que l'autor inicial havia estat Salvador Sanpere i Miquel és un repte pel conservador, ja que ha de revisar tot allò escrit i continuar la investigació. En l'obra es fa palès el mètode científic que, d'alguna manera, inaugura Gudiol. Això vol dir que no apareixen opinions subjectives, s'intenta treballar les obres des d'una visió raonada i crítica alhora que, en cas de fer atribucions, es presenten documents. D'una manera o altra, en les pàgines de Els Trescentistes es busca una valoració de la pintura gòtica catalana, un fer reviure aquell passat poc estudiat o presentat de forma caòtica. En tot això, Gudiol treballa artistes com Pere Serra, torna a analitzar les obres de Ferrer Bassa i el seu taller i, també, presenta els resultats de les investigacions respecte a Lluís Borrassà. Ja no es té en compte les atribucions típiques d'erudit del segle xix sinó que ara cal justificar mitjançant documents, textos o bé proves raonades tot allò que es presenta i quan hi ha lloc pel dubte, també cal dir-ho:
| «                       | Es aquest un terreny perillosíssim i exposat a mil contratemps, però ha semblat que era forçós passar-hi sempre prenent les degudes precaucions i raonant i dient amb sinceritat quines eren les obres veritablement certes i quines les d'atribució problemàtica i no ben segura." | » |
| — Josep Gudiol i Cunill | |   |

## Obra principal
- Símbols amb què s'ha representat el cor de Jesús, La Veu de Montserrat, 1895, p. 186. Separata.
- Les monedes episcopals vigatanes, La Veu de Montserrat, 1896, p.315 ss. Separata.
- Nocions d'arqueologia sagrada catalana, Vich, 1.ª ed. Anglada 1902; 2ª ed. Tip. Balmesiana 1931.
- L'excursionisme i l'arqueologia, Butlletí del Centre Excursionista de Catalunya, 1902, p.89-112
- Sant Pau de Narbona y el bisbat de Vich, Memorias de la Real Academia de Buenas Letras, 1905.
- La passió de Santa Perpétua y companys màrtirs, Gazeta Vigatana, 1907.
- Mestre Joan Gascó, Estudis Universitaris Catalans, 1907.
- Una traducció dels Ussatges, "Anuari de l'Institut d'Estudis Catalans", 1907, p.285-334.
- El necrologi de Roda, Anuari de l'Institut d'Estudis Catalans, 1907, p.19,28.
- L'Ausa romana y el seu temple, Biblioteca d'Autors Vigatans, vol.III, Vich, 1907.
- L'església del Brull i les seves pintures, Estudis Universitaris Catalans, núm.3, 1909, p.326-330.
- Iconografia de la portalada de Ripoll, Butlletí del Centre Excursionista de Catalunya,núm.171, 1909, p.93-110.
- Iconografia de la portalada de Ripoll, Butlletí del Centre Excursionista de Catalunya,núm.172, 1909, p.125-137.
- Iconografia de la portalada de Ripoll, Butlletí del Centre Excursionista de Catalunya,núm.173, 1909, p.157-173.
- Iconografia de la portalada de Ripoll, Butlletí del Centre Excursionista de Catalunya,núm.174, 1909, p.197-212.
- Les bregues sobre el senyorio de Vich en temps de Jaume I, I Congrés d'Història de la Corona d'Aragó, 1909.
- La torre de Saladeures, Anuari de l'Institut d'Estudis Catalans, 1909-1910, p.378-384
- Dos episodis vigatans, Vich, 1910.
- En Balmes y en Ferrer y Subirana, Gazeta Vigatana, 1910.
- Els monuments catalans fent obra Apologètica, Actes del centenari de Balmes, 1910.
- La vaixella de fusta durant el segle xiii, I Congrés d'Història de la Corona d'Aragó, 1910.
- L'orfebreria de l'exposició de Saragossa, Anuari de l'Institut d'Estudis Catalans, 1910, p-103-149.
- Ressenya de les excursions, Vich, 1911.
- El Santissim Misteri de Sant Joan de les Abadesses. 1a ed. 1911; 2ª 1913; 3ª 1926.
- Sant Cugat del Vallès, monografia, Elició de l'Associació Atracció de Forasters, Barcelona. 1912.
- El sepulcre de Sant Bernat Calvó, I Congrés d'Història de la Corona d'Aragó, 1911.
- Collformich, Gazeta Montanyesa, 1913.
- En Bach de Roda, Gazeta de Vich, 1915.
- El canonge Ripoll, Butlletí del Centre Excursionista de Vich, 1916.
- Resum d'Arqueologia Cristiana, Col·lecció Minerva, vol.11. Barcelona, 1916.
- El bisbetó, Lectura popular, 1916.
- Les creus monumentals a Catalunya, Anuari de l'Institut d'Estudis Catalans, 1916.
- El Museu Episcopal de Vich, Gazeta de Vich, 1918.
- La indumentària litúrgica, Vich, Tipografia Balmesiana, 1918.
- El culte a la Immaculada a la Seu de Vich, Gazeta de Vich, 1918.
- De rajolers i rajoles de color, Vell i nou,núm.81, 1918, p.451-457.
- De les campanetes litúrgiques, Vell i nou,núm.90, 1919, p.163-167.
- El mobiliari litúrgic, Vich, Tipografia Balmesiana, 1920.
- La nova instal·lació ausetana, Gazeta de Vich, 1920, Separata.
- Les creus d'argenteria a Catalunya, Anuari de l'Institut d'Estudis Catalans,vol. V-VI, 1915-1920, p.265-422.
- Vich i el Museu Episcopal, Edició de la Societat d'Atracció de Forasters, 1921 i 1923.
- La Universitat Literària de Vich, Gazeta de Vich, 1924.
- Els Trescentistes catalans Dos vols., Barcelona, 1924.
- Catàleg dels vidres de la col·lecció Amatller, Barcelona, 1924.
- Primeres manifestacions de l'art cristià en la província eclesiàstica tarragonina, Analecta Sacra Tarraconensia, vol. I, 1925.
- El pintor Lluís Borrassà, edició de l'Acadèmia Provincial de Belles Arts, Barcelona, 1925
- Les monedes vigatanes durant la revolta de Catalunya contra Felip IV, Biblioteca d'autors vigatans, nº17, Vich, 1925.
- El Museu Arqueologich Artistich Episcopal de Vich, Vich, 1926.
- De peregrins i pelegrinatges religiosos catalans, Analecta Sacra Tarraconensia, vol.III, 1927.
- La catedral de Vich i la seva decoració, 1a ed. 1927; 2ª ed. 1928; 3ª ed. 1928; 4ª ed. 1930.
- Els primitius: Els pintors i la pintura mural,Barcelona, 1927.
- Els primitius: La pintura sobre fusta,Barcelona, 1929.
- Els primitius: Els llibres il·luminats, Barcelona 1955.
- Discurs presidencial dels Jocs Florals de Barcelona, Barcelona, 1929.
- Catàleg dels manuscrits anteriors al segle xviii del Museu Episcopal de Vich, Butlletí de la Biblioteca de Catalunya, Barcelona, 1934.
- Memòries del Museu Episcopal de Vich, de 1895-1930.[25][26][27]